# Dell EMC
Dell EMC (tot 2016 EMC Corporation) is  een Amerikaanse multinational met hoofdzetel in Hopkinton (Massachusetts) en Round Rock (Texas). Het bedrijf verkoopt opslagsystemen, informatiebeveiliging, virtualisatie, cloudcomputing en andere producten en diensten die bedrijven in staat stellen om gegevens te bewaren, beheren, beveiligen en analyseren. Dell EMC mikt hiermee zowel op grote bedrijven als op KMO's. EMC Corporation werd in 2016 overgenomen door Dell en omgedoopt tot Dell EMC. Dell gebruikt de naam EMC voor sommige van zijn producten.

## Geschiedenis

EMC logo voor de overname

EMC werd in 1979 opgericht door Richard Egan en Roger Marino (de E en M van EMC) en introduceerde in 1981 zijn eerste 64 kB geheugenkaarten voor Prime Computers. EMC bleef geheugenkaarten ontwikkelen voor andere computermodellen. Halverwege de jaren tachtig breidde het bedrijf zijn activiteiten uit van geheugen naar andere types gegevensopslag en netwerkopslagplatforms. EMC begon in 1990 met de levering van zijn vlaggenschip, de Symmetrix.
Hoewel een deel van de groei van EMC kan worden toegeschreven aan de overname van kleinere bedrijven, was Symmetrix de belangrijkste factor in de snelle groei van EMC in de jaren negentig. Van een bedrijf met een waarde van honderden miljoenen dollars groeide EMC uit tot een bedrijf met een omzet van miljarden dollars.
In 1999 nam EMC Data General over om de CLARiiON-productlijn aan zijn eigen portfolio te kunnen toevoegen. In de jaren 2000 volgden nog tal van andere overnames, waaronder Legato (backup), Documentum (ECM), RSA Security (informatiebeveiliging) en VMware (virtualisatie). De overname van Iomega in 2008 en een partnerschap met Lenovo in 2013 resulteerde in de rebranding van Iomega als LenovoEMC.
In oktober 2015 kondigde Dell aan dat het van plan was om EMC over te nemen voor een bedrag van US$ 67 miljard, wat in 2021 nog steeds de grootste overname ooit in de technologiesector was. De combinatie van Dell's enterprise server, personal computer en mobiele producten met EMC's enterprise storage business was een significante verticale fusie van IT-giganten. In september 2016 was de overname voltooid, de LenovoEMC joint venture werd daarop ontbonden.

## Producten en diensten
| Categorie                              | Producten en diensten |
| -------------------------------------- | --- |
| opslagsystemen                         | PowerMax, VMAX, VNX/VNXe, Isilon, Atmos, XtremIO, ScaleIO, Unity/Unity XT, PowerStore, Objectscale, Elastic Cloud Storage |
| archivering, backup en gegevensherstel | Avamar, DataDomain, NetWorker, RecoverPoint, Centera, SourceOne                                                           |
| gegevensbeheer                         | Service Assurance Suite, Appsync, PowerPath, ViPR SRM, ViPR Controller                                                    |
| virtualisatie                          | VMware, VPLEX |
| diensten                               | consulting, opleiding, Customer Support, Managed Services, Technology Services and Solutions                              |
| security                               | RSA Security, Dell SecureWorks                                                                                            |
| cloud computing                        | VxBlock, VxRack, VxRail, VSPEX, Virtustream                                                                               |
| data computing                         | Greenplum, Pivotal |